# 在日フィリピン人
在日フィリピン人（ざいにちフィリピンじん、フィリピン語: Mga Pilipino sa Hapon）は、日本に在住するフィリピン国籍を持つ人のことである。日本に帰化したフィリピン人、およびその子孫のことはフィリピン系日本人と言う。
2024年末現在で341,518人を数え、在日外国人としては韓国に次ぐ第4位となっている。 日本でのフィリピン人の歴史は古く、既に在住者の大半が永住者や定住者となっており、日本社会に溶け込み、日本国籍を取得しているものも少なくない。また、国際結婚の多さから多くの2世を生み出しフィリピン系日本人として日本の各界で活躍する人も多い。このような日本国籍を持つフィリピン系日本人の数は統計が無いものの、相当数の数になると思われる。フィリピン人は日本で最大のキリスト教（主にカトリック）の数があり、フィリピン式の教会も日本では数々ある。

## 統計

### 人数・在留資格
2023年12月末現在、日本に滞在している中長期在留者・永住者のフィリピン人は32万2046人（194国中4位）である。そのうち在留資格「永住者」、「日本人の配偶者等」又は「永住者の配偶者等」の者（16万8638人）と「定住者」（5万4946人）・永住者は、日本での就労活動に対する制限はなく、在日フィリピン人の8割を占めている。それ以外の就労制限のあるフィリピン人の中では、「技能実習」が2万8132人に及び、在日外国人としてはベトナム、中国、インドネシアに次いでいる（4位）。

日本における在留外国人の推移

| 順位 | 在留資格                 | 人数    |
| ---- | ------------------------ | ------- |
| 1    | 永住者                   | 138,653 |
| 2    | 定住者                   | 59,044  |
| 3    | 日本人の配偶者           | 21,583  |
| 4    | 特定技能１号             | 17,660  |
| 5    | 技能実習１号ロ           | 10,520  |
| 6    | 技能実習３号ロ           | 10,052  |
| 7    | 技能実習２号ロ           | 9,461   |
| 8    | 技術・人文知識・国際業務 | 9,196   |
| 9    | 永住者の配偶者等         | 8,581   |
| 10   | 特定活動                 | 5,138   |

### 年代
男女比は30対70であり、圧倒的に女性が多い。年代別で多いのは30代（6万5814人）と40代（6万1356人）であり、次いで50代（5万5999人）が多い。60代以上は約1万2000人いる。

### 職種
2020年のフィリピン人労働者は18万4750人だった。2015年の就業産業は製造業（44％）、「宿泊業、飲食サービス業」（13％）、「卸売業、小売業」（7％）、サービス業（4％）、「医療、福祉」（4％）、農業（3％）、建設業（3％）、「生活関連サービス業、娯楽業」（3％）が多かった。

### 地域
在日フィリピン人の居住地域は関東地方（43％）、中部地方（30％）、近畿地方（10％）が多い。
| 順位 | 都道府県 | 人数   |
| ---- | -------- | ------ |
| 1    | 愛知県   | 43,228 |
| 2    | 東京都   | 35,365 |
| 3    | 神奈川県 | 25,385 |
| 4    | 埼玉県   | 23,217 |
| 5    | 千葉県   | 21,315 |
| 6    | 静岡県   | 19,009 |
| 7    | 岐阜県   | 14,995 |
| 8    | 茨城県   | 11,049 |
| 9    | 大阪府   | 10,770 |
| 10   | 広島県   | 9,107  |

## 歴史

### 戦前
初期の例としては、太平洋戦争中、日本軍占領下でのフィリピン独立（フィリピン第二共和国）に伴い、日本の大学で学ぶために来日したフィリピン人学生がいる。

### 1980年代
1960年代までフィリピン経済は「アジアの優等生」と呼ばれていたが、その後は長期低迷した。国内に仕事が無いフィリピン人は中東の産油国に出稼ぎに行って働いていたが、石油価格の低迷により締め出されてしまった。丁度その時、円高で日本円の価値が上昇していた為にフィリピン人はニューカマーとして日本を目指すようになった。フィリピンで暗躍していた日本の暴力団は、フィリピン人に仕事を斡旋して積極的に日本に密入国をさせた。その結果1983年の在日フィリピン人は7516人だったが、バブル景気を経て1989年までに約5倍の3万8925人に急増した。1987年に不法就労で強制退去させられたフィリピン人は8027人（1位）で全体の7割を占めた。そのうち約7割は女性であり、いわゆる「ジャパゆきさん」だった。フィリピン人女性はフィリピンパブなどの風俗関係に従事しており、1988年に風俗関係事犯で捕まったフィリピン人女性は588人（1位）だった。

### 1990年代
1992年の在日フィリピン人は6万2218人だったが、1995年に7万4297人となった。この頃、ルビー・モレノがテレビや映画で活躍した。国際結婚が増加し、1995年に日本人男性と結婚したフィリピン人女性は7188人、フィリピン人男性と結婚した日本人女性は52人だった。一方、1995年までにフィリピン人の不法残留は4万1122人（3位）になり、刑法犯は1990年の328件（3位）・151人（3位）から633件（7位）・301人（5位）に倍増した。不法就労も続いており、1995年に雇用関係事犯で捕まったフィリピン人女性は204人（1位）であり、風俗関係事犯で捕まったフィリピン人女性は166人（2位）だった。

### 2000年代
2000年の在日フィリピン人は1995年の約2倍の14万4871人に急増した。この年、興行の在留資格で新規に入国したフィリピン人は6万455人（59％）だった。一方、2000年のフィリピン人刑法犯は375件（6位）・241人（6位）であり、不法残留は3万6379人（2位）だった。雇用関係事犯で捕まったフィリピン人女性は93人（4位）であり、風俗関係事犯で捕まったフィリピン人女性は181人（3位）だった。
在日フィリピン人はその後も増加を続けたが、2005年に人身売買を防止するために興行ビザが取り難くなった。そのため在日フィリピン人は一時18万7261人に減少した。しかし同じ頃に国際結婚はピークを迎えており、2005年に日本人男性と結婚したフィリピン人女性は1万242人、フィリピン人男性と結婚した日本人女性は187人だった。そのため在留人口は翌年からは回復し2009年（21万1716人）まで増加を続けた。日本政府は2008年にフィリピンと経済連携協定を締結し、「一定の要件を満たすフィリピン人の看護師・介護福祉士候補者の入国」を認めた。また丁度この頃、1980年代後半に日本人と結婚して生まれた子供達が成人を迎えており、中には秋元才加のように芸能界で活躍するフィリピン系日本人も居た。しかし2000～2005年頃の在日フィリピン人の高校通学率は在日外国人の中でも低く、3～4割前後しかなかったと言う。また2009年頃の神奈川県川崎市では生活保護を受ける在日フィリピン人が2841世帯あり、そのうち約8割が母子家庭だったと言う。そのためかフィリピン人少年の刑法犯は2006年に100人を越え、2009年の202人をピークに2014年まで連続して100人を越えた。川崎市では後に少年による殺人事件が発生し、フィリピン人子弟の生き辛さを指摘する声が挙がった。

### 2010年代
2010年にフィリピンの海外出稼ぎ労働者（OFW）は米国などからフィリピンに213億ドル（4位）を送金した。在日フィリピン人は2010年に一時21万181人に減少したが、2015年には22万4048人に増加した。一方、2010年までにフィリピン人の不法残留は1万2842人（3位）になり、刑法犯は442件（6位）・464人（5位）、雇用関係事犯などの特別法犯も含めると1128人（3位）になった。少年の刑法犯は137人（1位）で窃盗（2位）など行っていた。2014年のフィリピン人の犯罪は空き巣・万引き・占有物離脱横領罪が多かった。なお2012年以降の統計は計算方法が変わり、短期滞在や公務を含まなくなったので、2011年以前の統計と単純比較できなくなった。ちなみに2015年の総在留フィリピン人は23万5928人である。一方、2015年までにフィリピン人の不法残留は4991人（4位）になった。

## 著名人
- マリーン
- ルビー・モレノ
- ジョビー・カツマタ

- アルテミオ・リカルテ